# Chocó (película)
Chocó es una película colombiana dirigida por Jhonny Hendrix Hinestroza, estrenada el 3 de agosto de 2012, de tipo dramático. Sus protagonistas son Karent Hinestroza, Estéban Copete, Fabio Iván Restrepo, Daniela Mosquera y Sebastián Mosquera.

## Sinopsis
Este largometraje del año 2012 narra la historia de Chocó, una mujer afrocolombiana de 27 años, desplazada de sus tierras por la violencia, que lleva a cuestas una familia de dos hijos menores y a Everlides, su esposo músico que sólo sabe tocar marimba, beber viche y jugar dominó.
Ella es una mujer fuerte y luchadora que trabaja en las mañanas buscando oro en el río San Juan, y en las tardes lava ropa de otras familias para alimentar y educar a sus hijos. Llega el cumpleaños de la pequeña Candelaria, y por primera vez Chocó le promete una torta.
Las dificultades para conseguirla, y las circunstancias que se van presentando a lo largo de la trama, desencadenarán una serie de consecuencias inesperadas, las cuales conducirán a Chocó y a sus hijos hacia destinos inciertos.

## Reparto
- Karent Hinestroza
- Esteban Copete
- Fabio García
- Daniela Mosquera
- Jesús Benavides
- Fabio Iván Restrepo
- Sebastián Mosquera